# Zweeds landschap met waterval
Zweeds landschap met waterval is een schilderij van Allaert van Everdingen in het Rijksmuseum in Amsterdam.

## Voorstelling
Het stelt een waterval voor aan de rand van een bos. Tussen enkele grote rotsblokken stort het water naar beneden. Langs de waterkant staan enkele typisch Scandinavische blokhutten. Rechts lopen enkele reizigers over een boomstam. Rechtsonder rust een geitenhoeder uit op een boomstam te midden van zijn kudde.

## Toeschrijving en datering
Het schilderij is rechtsonder op een steen tussen het groen gesigneerd ‘A. v. Everdingen’. Van Everdingen bezocht van 1644 tot 1645 verschillende plekken in Noorwegen en Zweden. Tot lang na deze reis zette hij zijn indrukken om in schilderijen en oogstte hiermee veel succes.

## Herkomst
Het werk is mogelijk identiek met het Paysage en Norvège (Landschap in Noorwegen), dat op 5 september 1851 geveild werd tijdens de verkoping van de verzameling van Anne Willem Carel van Nagell in Den Haag. Tegen het jaar 1870 was het in het bezit van Leendert Dupper (1799-1870) in Dordrecht, die zijn verzameling schilderijen per legaat naliet aan het Rijksmuseum.